# Атанасиос Вогас
Атанасиос или Анастасиос (Тасиос, Танасис) Вогас (на гръцки: Αθανάσιος, Αναστάσιος, Τάσος, Θανάσης Βόγας) е гръцки офицер и революционер, деец на Гръцката въоръжена пропаганда в Македония от началото на XX век.

## Биография
Вогас е от влашки произход от Битоля. Сътрудничи с Георгиос Пендзикис, а по-късно и с Атанасиос Сулиотис в дейността на антибългарската Солунска организация. По професия е адвокат. Част е от терористичната клетка на организацията и на 4 декември 1905 година убива Лазар Дума от Писодер, инспектор на румънските училища в Солунския вилает, на централния площад на града в ресторант, пълен с хора. Обявен е за агент от трети ред.
След Младотурската революция в 1908 година Атанасиос Вогаси издава вестник „Синтагма“ (1908 - 1909).